# Château de Savignac-le-Haut
Pour les articles homonymes, voir Château de Savignac.
Le château de Savignac-le-Haut est un édifice des XIIe et XIIIe siècles, modifié aux XVIIe et XVIIIe siècles. Situé sur la commune de Cazouls-lès-Béziers, département de l'Hérault, il est inscrit au titre des monuments historiques.

## Protection
La tour carrée et la courtine ouest, les restes des courtines est, l'escalier, le plafond décoré de la salle Nord du premier étage (cadastrés C 1211, 1213, 1215, 1217) font l’objet d’une inscription au titre des monuments historiques depuis le 22 mars 1983.